# Amelia Denis de Icaza
Amelia Denis de Icaza 
(Panamá, República de la Nueva Granada, 28 de noviembre de 1836 - Managua, Nicaragua, 16 de julio de 1911) fue una poeta romántica panameña. Fue la primera mujer en publicar sus versos en su país.

## Biografía

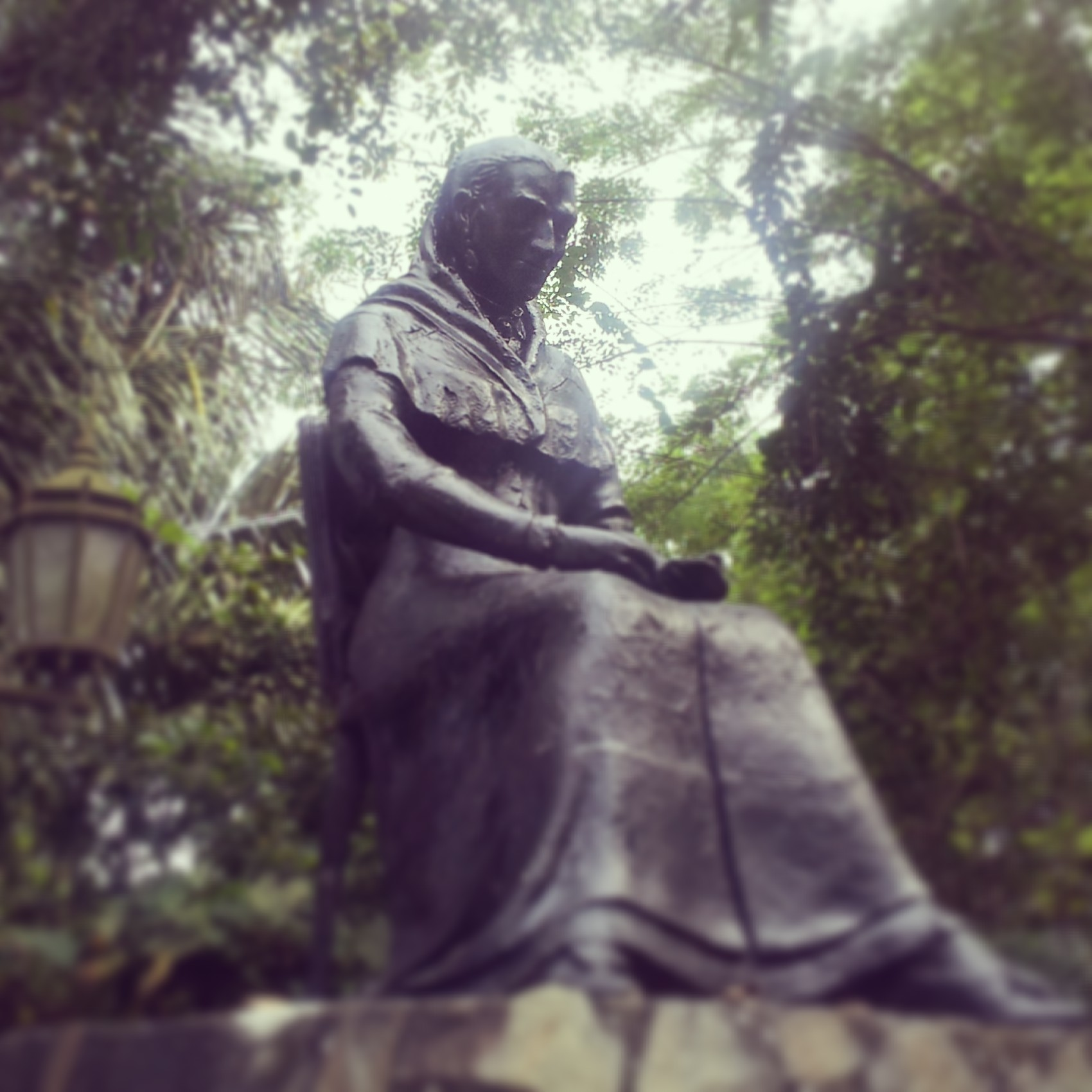
Monumento a Amelia Denis de Icaza en el Barrio Quarry Heights en Ancón, Panamá.

Nació en la Ciudad de Panamá, el 28 de noviembre de 1836 y murió el 16 de agosto de 1911. De pequeña tenía mucha afición a la literatura y elaboraba poesías. Es la primera mujer poetisa panameña y la única figura femenina en el período romántico.
Amelia Denis De Icaza se distingue en la era romántica, por el contenido de sus poesías.   En su obra hay amor por la patria, a la juventud y la melancolía, entre otros.  Se considera poetisa del grupo de la primera generación poética, porque nace entre 1830-1836.
A esta primera generación pertenecen: Gil Colunje, Tomás Martín Feuillet, José María Alemán, Manuel José Pérez y Amelia Denis. Éstos tienen en común la educación, el ambiente cultural y político similar; que influyen en la formación cultural y espiritual de esta generación.
Es en la poesía donde el sentimiento romántico encuentra la mejor forma de expresar el espíritu nacionalista y el amor por lo propio, la naturaleza. Compone poemas sencillos, llenos de sentimiento, emoción y un profundo sentido social.
En su juventud se casa y vive en Nicaragua muchos años, a su regreso se entera de que su país está en manos de los norteamericanos, esto crea en la poetisa sentimientos de tristezas y rebeldía, escribe los versos más bellos, Al Cerro Ancón, en 1906.
A través del poema, Al cerro Ancón, es recordada. En sus poemas hay un especial patriotismo y sinceridad; con un fuerte contenido político y denuncia social donde muestra su enojo por la creación del área de la Zona del Canal, donde a los panameños les estaba vedado entrar.
Obras: Hojas secas (1926). Poemas: Dejad que pase, Al Cerro Ancón, Patria, Amor de madre, A la muerte de Victoriano Lorenzo, El llanto de una hija, Un ramo de reseda, A panamá entre otro

Estuvo en Guatemala por casi dos décadas; colaboró con algunos periódicos como Trabajo y Bien Público bajo el seudónimo de Elena.
Residió en León, Nicaragua, desde 1894 hasta su fallecimiento. En esa ciudad estableció una gran amistad con Rubén Darío.

## Obras
En sus poemas se describe un especial patriotismo y sinceridad; con un fuerte contenido político y social donde polemiza con la sociedad de manera tajante. Su poema más importante es Al Cerro Ancón, en donde muestra su disgusto por la creación de la Zona del Canal, por los Estados Unidos. Otros poemas fueron Patria, Hojas Secas, Amor de Madre (1879), A la Muerte de Victoriano Lorenzo, entre otros.